# Nekrolog 1783
Nekrolog
◄◄
| ◄
| 1779
| 1780
| 1781
| 1782
| 1783 | 1784 | 1785 | 1786 | 1787 | ► | ►►
Weitere Ereignisse | Allgemeiner Nekrolog 1783
Die Beschreibung der verstorbenen Person sollte so kurz wie möglich gehalten sein und nur deren signifikante Tätigkeit(en) enthalten.
Neue Namen ggf. auch unter dem Geburts- und Sterbedatum, also etwa unter 1. Januar und im Geburts- und Sterbejahr (2024) eintragen (nur bei entsprechender großer Wichtigkeit). Für Beispiele siehe die schon vorhandenen Artikel.
Außerdem über die fünf zuletzt Verstorbenen, zu denen es einen ausreichend guten Artikel für eine Präsentation auf der Hauptseite gibt, nach der todesbedingten Überarbeitung der Artikel ggf. auch unter Wikipedia Diskussion:Hauptseite informieren und sie am besten auch in den anderen Wikipedia-Sprachversionen eintragen. Tipp: Regelmäßig bei news.google.de nach „ist tot“, „gestorben“ oder „verstorben“ suchen.
Wenn eine Person gestorben ist, gibt es viele Seiten zu dieser Person in der Wikipedia, die davon auch betroffen sind und entsprechend aktualisiert werden müssen. Beispiele: Namenübersichtsseite, Geburtsjahr, Geburtsort-Seiten und viele mehr.
Wie finde ich die betroffenen Seiten?
Im Suchfeld auf der linken Seite gibt man den Suchbegriff so ein: „Vorname Nachname“. Dann klickt man auf Volltext und alle Seiten mit entsprechendem Suchtext werden aufgerufen. Hier sieht man dann schnell, wo auch das Todesjahr Sinn macht oder sogar ein Teil des Artikels angepasst werden muss. Auch hilft das „Werkzeug“ auf der linken Seite sehr gut, um solche Seiten aufzufinden: „Links auf diese Seite“. Somit ist die Wikipedia wieder aktuell in allen Bereichen! Hinweis: bei Eintragung der Kategorie „Gestorben JAHR“ wird der Missbrauchsfilter 49 ausgelöst, was jedoch nicht schlimm ist. Siehe: Spezial:Missbrauchsfilter/49
Dies ist eine Liste von im Jahr 1783 verstorbenen bekannten Persönlichkeiten. Die Einträge erfolgen innerhalb der einzelnen Daten alphabetisch sortiert. Tiere sind im Nekrolog für Tiere zu finden.

## Januar
| Tag        | Name                                        | Beruf, bekannt als                                                | Alter | Beleg |
| ---------- | ------------------------------------------- | ----------------------------------------------------------------- | ----- | ----- |
| 5. Januar  | Friedrich Wilhelm Riedt                     | deutscher Flötist, Komponist und Musiktheoretiker                 | 73    |       |
| 11. Januar | Jacob Stephan Augustynowicz                 | armenischer Erzbischof                                            | 81    |       |
| 12. Januar | Peter Anton Inama                           | österreichischer Jurist und Hochschullehrer                       |       |       |
| 14. Januar | Giacomo Cervetto                            | italienischer Cellist und Komponist                               |       |       |
| 18. Januar | Jeanne-Françoise Quinault                   | französische Schauspielerin                                       | 83    |       |
| 20. Januar | Christian Ernst Wilhelm Benedikt von Borcke | preußischer Generalmajor und Chef des Infanterie-Regiments Nr. 16 |       |       |
| 20. Januar | Porporino                                   | deutsch-italienischer Kastrat                                     |       |       |
| 22. Januar | Hans Ulrich Grubenmann                      | Schweizer Baumeister                                              | 73    |       |
| 24. Januar | George Michael Moser                        | Schweizer Goldschmied, Emailleur und Medailleur                   | 77    |       |
| 31. Januar | Caffarelli                                  | italienischer Opernsänger (Kastrat)                               | 72    |       |
| 31. Januar | Michele Stratico                            | italienischer Violinist und Komponist der Vorklassik              |       |       |
| Januar     | William West, 3. Earl De La Warr            | britischer Peer, Politiker und Militär                            | 25    |       |

## Februar
| Tag         | Name                             | Beruf, bekannt als                                                                                     | Alter | Beleg |
| ----------- | -------------------------------- | --- | ----- | ----- |
| 3. Februar  | August Wilhelm von Bismarck      | preußischer Finanzminister                                                                             | 32    |       |
| 4. Februar  | Ignaz Weitenauer                 | bayerisch-österreichischer Jesuit und Orientalist                                                      | 73    |       |
| 6. Februar  | Capability Brown                 | englischer Gartenarchitekt                                                                             |       |       |
| 9. Februar  | Heinrich Josef von Auersperg     | 4. Fürst von Auersperg, Herzog von Münsterberg                                                         | 85    |       |
| 10. Februar | James Nares                      | englischer Komponist und Organist                                                                      | 67    |       |
| 11. Februar | Johann Andreas Silbermann        | elsässischer Orgelbauer                                                                                | 70    |       |
| 15. Februar | Friedrich Wilhelm Bauer          | preußischer Freihusaren Führer, russischer Generalquartiermeister und Generalleutnant sowie Kartograph | 52    |       |
| 17. Februar | Johann Ernst von Pirch           | französischer Oberst                                                                                   |       |       |
| 19. Februar | Christian Friedrich von Diericke | königlich preußischer Generalleutnant, Chef des Infanterie-Regiments Nr. 49 und Kommandant von Neisse  | 73    |       |
| 19. Februar | Johann Ludwig Seekatz            | deutscher Maler der Barockzeit                                                                         | 71    |       |
| 19. Februar | Alfonso Sozy Carafa              | italienischer Geistlicher und Bischof von Lecce                                                        | 78    |       |
| 27. Februar | Christoph Heinrich von Ammon     | preußischer Jurist und Diplomat                                                                        | 69    |       |

## März
| Tag      | Name                                 | Beruf, bekannt als                                            | Alter | Beleg |
| -------- | ------------------------------------ | ------------------------------------------------------------- | ----- | ----- |
| 1. März  | Thomas Lowe                          | britischer Tenor                                              |       |       |
| 3. März  | Georg Heinrich von Pancug            | Bürgermeister Heilbronns                                      | 65    |       |
| 6. März  | Jean-Baptiste Favre                  | französischer Schriftsteller okzitanischer Sprache            | 55    |       |
| 7. März  | Johann Wendelin Glaser               | deutscher Kirchenmusiker                                      | 69    |       |
| 8. März  | César de Saussure                    | Schweizer Reiseschriftsteller                                 | 77    |       |
| 13. März | Leopold Ernst von Firmian            | Bischof von Passau, Kardinal                                  | 74    |       |
| 13. März | Johannes Hahn                        | deutscher Orgelbauer                                          |       |       |
| 13. März | Christian Friedrich August von Saher | preußischer Generalmajor, Chef des Kürassierregiments Nr. 2   | 64    |       |
| 20. März | Ludwig Gottlob von Kalckreuth        | königlich preußischer Generalmajor, Amtshauptmann von Spandau |       |       |
| 22. März | Franz Leopold von Nádasdy            | österreichischer Feldmarschall und Ban von Kroatien           | 74    |       |
| 23. März | Charles Carroll                      | US-amerikanischer Politiker                                   | 60    |       |
| 23. März | Gaspard Fritz                        | Schweizer Geiger und Komponist                                | 67    |       |
| 26. März | Anna Rosina de Gasc                  | deutsche Porträtmalerin                                       | 69    |       |
| 30. März | William Hunter                       | schottischer Anatom und Geburtshelfer sowie Kunstsammler      | 64    |       |

## April
| Tag       | Name                                | Beruf, bekannt als                                                                              | Alter | Beleg |
| --------- | ----------------------------------- | ----------------------------------------------------------------------------------------------- | ----- | ----- |
| 1. April  | Georg Friedrich Brander             | deutscher Präzisionsmechaniker und Mathematiker                                                 | 69    |       |
| 1. April  | Ivan Bušić Roša                     | Anführer (Harambaša) von Heiducken in der Herzegowina und Kroatien                              |       |       |
| 3. April  | David de Gorter                     | niederländischer Mediziner und Botaniker                                                        | 65    |       |
| 6. April  | Heinrich Ludwig von Flemming        | preußischer Generalmajor, Chef des Infanterie-Regiments Nr. 29, Lehnsherr der Herrschaft Buckow | 65    |       |
| 6. April  | Gottlieb Scholtze                   | deutscher Orgelbauer                                                                            |       |       |
| 7. April  | Franz Johann Habermann              | böhmischer Musiker und Komponist                                                                | 76    |       |
| 7. April  | Ignaz Holzbauer                     | österreichischer Komponist                                                                      |       |       |
| 7. April  | Christian Seyfried                  | Aufklärer, Lateinrektor in Biberach/Riß und evangelischer Pfarrer                               | 71    |       |
| 8. April  | Karoline Luise von Hessen-Darmstadt | Prinzessin von Hessen-Darmstadt, durch Heirat Markgräfin von Baden-Durlach                      | 59    |       |
| 8. April  | Anton Josef Klement                 | Hofkontrollor von Kaiserin Elisabeth                                                            | 82    |       |
| 9. April  | Johann Diederich Deimann            | deutscher Autor und Theologe                                                                    | 52    |       |
| 11. April | Nikita Iwanowitsch Panin            | russischer Minister für die russische Außenpolitik                                              | 64    |       |
| 12. April | Johann Melchior Kambly              | Schweizer Zieratenbildhauer, Bronzegießer und Kunsttischler                                     |       |       |
| 16. April | Benoît Joseph Labre                 | heiliger Pilger und Mystiker                                                                    | 35    |       |
| 16. April | Christian Mayer                     | Experimentalphysiker, Astronom, Geodät, Kartograph, Meteorologe und Jesuit                      | 63    |       |
| 17. April | Louise d’Épinay                     | französische Schriftstellerin                                                                   | 57    |       |
| 18. April | Friedrich Ludwig von Scampar        | Domherr in Köln                                                                                 | 59    |       |
| 20. April | Sigismond Louis Lerber              | Schweizer Rechtswissenschaftler, Dichter, Richter und Politiker                                 | 59    |       |
| 20. April | Franz Anton Raab                    | österreichischer Hofbeamter                                                                     | 60    |       |
| 21. April | Ernst Ludwig Pauli                  | deutscher evangelischer Theologe                                                                | 66    |       |
| 22. April | Gotthelf Adolph von Hoym            | kursächsischer Politiker                                                                        | 51    |       |
| 24. April | Grigori Grigorjewitsch Orlow        | Geliebter Katharinas II. und Offizier                                                           | 48    |       |
| 27. April | Giuseppe Pozzobonelli               | italienischer Kardinal, Erzbischof von Mailand                                                  | 86    |       |
| 29. April | Bernardo Tanucci                    | neapolitanischer Staatsmann                                                                     | 85    |       |

## Mai
| Tag     | Name                                              | Beruf, bekannt als                                                                                                   | Alter | Beleg |
| ------- | ------------------------------------------------- | --- | ----- | ----- |
| 1. Mai  | Barbara Regina Dietzsch                           | deutsche Malerin und Zeichnerin                                                                                      | 76    |       |
| 1. Mai  | Karl Gottfried von Görne                          | königlich preußischer Oberst, Kommandeur eines Grenadierbataillons sowie zuletzt General-Intendant der Armee         |       |       |
| 3. Mai  | Octavius von Großbritannien, Irland und Hannover  | Mitglied der Britischen Königsfamilie aus dem Haus Hannover                                                          | 4     |       |
| 4. Mai  | Franz Andreas Holly                               | böhmischer Komponist                                                                                                 | 35    |       |
| 7. Mai  | Jakob Friedrich von Bredow                        | königlich-preußischer Generalmajor                                                                                   |       |       |
| 9. Mai  | Karl Wilhelm Eugen von Baden-Durlach              | deutscher Adliger, Mitglied der vormundschaftlichen Regierung für seinen Großneffen Karl Friedrich von Baden-Durlach | 69    |       |
| 10. Mai | Ignaz Windisch                                    | Jesuit, Missionar, Hochschullehrer in Bamberg                                                                        | 47    |       |
| 11. Mai | Juliane Reichardt                                 | deutsche Sängerin und Komponistin                                                                                    | 30    |       |
| 13. Mai | Johann Ferdinand Feige der Ältere                 | deutscher Bildhauer                                                                                                  | 49    |       |
| 14. Mai | Carl Friedrich von Bassewitz                      | deutscher Jurist und Politiker                                                                                       | 63    |       |
| 14. Mai | Balthasar Freiwiß                                 | deutscher Orgelbauer                                                                                                 |       |       |
| 15. Mai | Joseph Fratrel                                    | französischer, Maler, Radierer und Kupferstecher                                                                     |       |       |
| 18. Mai | Lucrezia Agujari                                  | italienische Opernsängerin der Stimmlage Sopran                                                                      |       |       |
| 20. Mai | Johann Heinrich Bach                              | deutscher Musiker, Organist und Komponist                                                                            | 75    |       |
| 21. Mai | Claude d’Apchon                                   | französischer Bischof                                                                                                |       |       |
| 22. Mai | Christian Wilhelm Karl von Stutterheim            | Landsyndikus der Lausitz und polnisch-kursächsischer Kammerherr                                                      | 59    |       |
| 23. Mai | James Otis Jr.                                    | US-amerikanischer Jurist und Politiker                                                                               | 58    |       |
| 28. Mai | Johann Baptist von Eptingen                       | Ritter des Deutschen Ordens                                                                                          | 68    |       |
| 28. Mai | Louis François Armand de La Rochefoucauld de Roye | französischer Adliger, Militär und Hofbeamter                                                                        | 87    |       |
| 31. Mai | Andreas Dietrich von Böltzig                      | deutscher Erb-, Lehn- und Gerichtsherr sowie Kirchenpatron und Domherr                                               | 78    |       |

## Juni
| Tag      | Name                              | Beruf, bekannt als | Alter | Beleg |
| -------- | --------------------------------- | --- | ----- | ----- |
| 2. Juni  | Joseph Wenzel                     | Reichsfürst | 55    |       |
| 2. Juni  | Eggert Christian von Petersdorff  | preußischer Generalleutnant, Chef des Infanterieregiments Nr. 10                                                                           | 76    |       |
| 3. Juni  | Adam Friedrich Senfft von Pilsach | deutscher kursächsischer Kreishauptmann des Kurkreises, Oberaufseher der Saalflöße und Besitzer der Rittergüter Zscheiplitz und Oberschmon | 60    |       |
| 6. Juni  | Franz Seraph von Kohlbrenner      | deutscher katholischer Aufklärer und Publizist                                                                                             | 54    |       |
| 8. Juni  | Niklaus von Wattenwyl             | Schweizer Bankier und Pietist | 88    |       |
| 15. Juni | Ludvig Harboe                     | dänischer Geistlicher, Bischof | 73    |       |
| 20. Juni | Juliane Caroline Koch             | deutsche Opernsängerin (Sopran) und Pianistin                                                                                              |       |       |

## Juli
| Tag      | Name                                | Beruf, bekannt als                                                                                              | Alter | Beleg |
| -------- | ----------------------------------- | --- | ----- | ----- |
| 5. Juli  | Johann Nikolaus Weiß                | deutscher Mediziner, Chemiker und Hochschullehrer                                                               | 81    |       |
| 6. Juli  | Giuseppe Parille Piccolomini        | Herzog von Amalfi, Reichsfürst, Graf von Cellano bzw. Villa nuova sowie Herr der Herrschaft Náchod in Ostböhmen | 31    |       |
| 7. Juli  | Magnus Gottfried Lichtwer           | deutscher Jurist und Fabeldichter                                                                               | 64    |       |
| 8. Juli  | Johann Jakob Zeiller                | österreichischer Maler                                                                                          | 75    |       |
| 10. Juli | Adam František Kollár               | slowakischer Schriftsteller und Bibliothekar                                                                    | 65    |       |
| 12. Juli | Aemilius Ludwig Hombergk zu Vach    | deutscher Rechtswissenschaftler und Hochschullehrer                                                             | 63    |       |
| 15. Juli | Yokoi Yayū                          | japanischer Haiku-Dichter                                                                                       | 80    |       |
| 17. Juli | Johann Philipp Cassel               | deutscher Historiker, Theologe, Philologe, Übersetzer, Autor und Sammler                                        | 75    |       |
| 19. Juli | Johann Jakob Bodmer                 | Schweizer Autor                                                                                                 | 85    |       |
| 19. Juli | Maurus Lindemayr                    | Schriftsteller in oberösterreichischer Sprache                                                                  | 59    |       |
| 20. Juli | Philipp Heinrich Hasenmeyer         | deutscher Orgelbauer                                                                                            | 83    |       |
| 21. Juli | Giovanni Battista Rezzonico         | italienischer Kardinal der katholischen Kirche                                                                  | 43    |       |
| 22. Juli | Remigius Kleesatel                  | deutscher Benediktinermönch, Schriftsteller und Komponist                                                       |       |       |
| 24. Juli | Castulus Riedl                      | deutscher Ingenieurgeograph, Geodät, Kartograf, Wasserbau- und Straßenplaner                                    | 82    |       |
| 24. Juli | Karl Scherffer                      | österreichischer Jesuit, Mathematiker und Physiker                                                              | 66    |       |
| 25. Juli | Johann Sigismund von Pezold         | kurfürstlich-sächsischer und königlich-polnischer Diplomat in Petersburg und Wien                               | 79    |       |
| 27. Juli | Johann Philipp Kirnberger           | deutscher Musiktheoretiker und Komponist                                                                        | 62    |       |
| 28. Juli | Martín de Mayorga                   | Gouverneur von Guatemala und Vizekönig von Neuspanien                                                           |       |       |
| 28. Juli | Nicolaus Schuback                   | deutscher Jurist und Bürgermeister von Hamburg                                                                  | 83    |       |
| 29. Juli | Johann Friedrich Hirt               | deutscher Theologe und Orientalist                                                                              | 63    |       |
| 29. Juli | Gregorius Friedrich von Schmalensee | Landrat des Usedom-Wollinschen Kreises                                                                          |       |       |

## August
| Tag        | Name                                         | Beruf, bekannt als                                      | Alter | Beleg |
| ---------- | -------------------------------------------- | ------------------------------------------------------- | ----- | ----- |
| 2. August  | Mattheus Rodde                               | Lübecker Kaufmann und Ratsherr                          |       |       |
| 5. August  | Johann Heinrich Breul                        | deutscher Komponist, Geiger, Organist und Musikdirektor | 48    |       |
| 6. August  | Adolf Friedrich Reinhard                     | deutscher Jurist und Publizist                          | 57    |       |
| 9. August  | Antoine-Noé de Polier de Bottens             | Schweizer Theologe und Enzyklopädist                    | 69    |       |
| 11. August | Christian Ludwig von Podewils                | königlich preußischer Hof- und Legationsrat             |       |       |
| 16. August | Ephraim Schröger                             | deutscher Architekt                                     |       |       |
| 18. August | Joseph-Marie-Anne Gros de Besplas            | französischer Theologe                                  | 48    |       |
| 19. August | Franz Xaver Messerschmidt                    | österreichischer Bildhauer                              | 47    |       |
| 25. August | Johann Heinrich Brandt                       | deutscher Maler und Zeichner                            |       |       |
| 25. August | Friedrich Reinhard von Redern und Probsthayn | preußischer Landrat                                     | 59    |       |
| 26. August | Sebastiano Ceccarini                         | italienischer Porträtmaler                              | 80    |       |
| 26. August | Carl Philipp von Dungern                     | deutscher Offizier, Oberhofmarschall und Oberamtmann    | 51    |       |
| 26. August | Tichon von Sadonsk                           | Bischof und Heiliger der Russisch-Orthodoxen Kirche     |       |       |
| 26. August | Joachim Friedrich von Stutterheim            | preußischer Generalleutnant                             | 67    |       |
| 28. August | Henning Ernst von Behr                       | preußischer Generalmajor                                | 77    |       |
| 28. August | Joachim Abraham von Oesterling               | preußischer Landrat                                     | 59    |       |
| 29. August | William Wynne Ryland                         | englischer Kupferstecher und Notenfälscher              |       |       |
| August     | Ahmed İbrahim Resmî                          | türkischer Chronist und Beamter                         |       |       |

## September
| Tag           | Name                                | Beruf, bekannt als                                            | Alter | Beleg |
| ------------- | ----------------------------------- | ------------------------------------------------------------- | ----- | ----- |
| 1. September  | Heinrich Schlumpf                   | Schweizer Bürgermeister                                       | 81    |       |
| 5. September  | Johann Anton Morath                 | Künstler, Barockmaler                                         | 65    |       |
| 6. September  | Carlo Antonio Bertinazzi            | Schauspieler der Commedia dell'arte                           | 72    |       |
| 7. September  | Alexander Onissimowitsch Ablessimow | russischer Opernlibrettist, Dichter, Dramatikerund Journalist | 41    |       |
| 8. September  | Karl Heinrich Köstlin               | deutscher Naturhistoriker und Hochschullehrer                 | 28    |       |
| 9. September  | Jacob Reinbold Spielmann            | französischer Apotheker, Chemiker und Mediziner               | 61    |       |
| 11. September | Johann Friedrich von Alvensleben    | deutscher Beamter                                             | 70    |       |
| 16. September | Felicitas Abt                       | deutsche Schauspielerin                                       | 41    |       |
| 18. September | Leonhard Euler                      | Schweizer Mathematiker                                        | 76    |       |
| 24. September | Mathäus Funk                        | Schweizer Ebenist                                             |       |       |
| 27. September | Étienne Bézout                      | französischer Mathematiker                                    | 53    |       |
| 27. September | Ignatius Capizzi                    | italienischer Volksprediger                                   | 75    |       |

## Oktober
| Tag         | Name                                     | Beruf, bekannt als                                                                             | Alter | Beleg |
| ----------- | ---------------------------------------- | ---------------------------------------------------------------------------------------------- | ----- | ----- |
| 1. Oktober  | Hans Christian von Brietzke              | preußischer Generalleutnant, Chef des Füselierregiments Nr. 44                                 | 78    |       |
| 1. Oktober  | Erdmann Carl Gustav von Roedern          | preußischer Landrat                                                                            | 68    |       |
| 3. Oktober  | Antoine-Martin Chaumont de La Galaizière | französischer Politiker, Kanzler Lothringens                                                   | 86    |       |
| 6. Oktober  | Caspar Wolf                              | Schweizer Maler der Vorromantik                                                                | 48    |       |
| 9. Oktober  | Jean-Jacques Meynier                     | deutscher Hugenottennachfahre, Universitätslektor, Grammatiker und Romanist                    |       |       |
| 10. Oktober | Johann Friedrich Eisenhart               | deutscher Jurist                                                                               | 62    |       |
| 10. Oktober | Hermannus Scholten                       | niederländischer reformierter Theologe                                                         | 57    |       |
| 12. Oktober | Daniel Friedrich von Lossow              | preußischer Generalleutnant, Chef des Husaren-Regiments Nr. 5 sowie des Bosniakenkorps         | 61    |       |
| 12. Oktober | Matthias Ludwig von Lossow               | preußischer Generalleutnant und Chef des Infanterie-Regiments Nr. 41                           | 66    |       |
| 14. Oktober | António Nunes Ribeiro Sanches            | portugiesischer Arzt, Übersetzer und Enzyklopädist                                             | 84    |       |
| 17. Oktober | Plaicard de Raigecourt                   | französischer römisch-katholischer Geistlicher, Bischof von Aire                               | 75    |       |
| 18. Oktober | Francisco Xavier de Oliveira             | portugiesischer Schriftsteller und Denker der Aufklärung                                       | 81    |       |
| 22. Oktober | Gerhard Friedrich Müller                 | deutscher Sibirienforscher                                                                     | 77    |       |
| 24. Oktober | Ferdinand Wilhelm Ernst                  | französischer Hauptmann und zuletzt niederländischer Generalleutnant, 2. Fürst Solms-Braunfels | 62    |       |
| 25. Oktober | Johann Heinrich von Harpprecht           | deutscher Jurist                                                                               | 81    |       |
| 29. Oktober | Jean-Baptiste le Rond d’Alembert         | französischer Mathematiker, Physiker und Philosoph der Aufklärung                              | 65    |       |
| 29. Oktober | Johann Ludwig Ferdinand Arnoldi          | deutscher Pädagoge und evangelischer Theologe                                                  | 46    |       |
| 31. Oktober | Georg Christoph Neller                   | deutscher katholischer Theologe, Kirchenrechtler und Hochschullehrer                           | 73    |       |
| 31. Oktober | John Spencer, 1. Earl Spencer            | britischer Adliger                                                                             | 48    |       |

## November
| Tag          | Name                    | Beruf, bekannt als               | Alter | Beleg |
| ------------ | ----------------------- | -------------------------------- | ----- | ----- |
| 1. November  | Carl von Linné          | schwedischer Botaniker           | 42    |       |
| 11. November | Bartolomeo Altomonte    | österreichischer Maler           | 89    |       |
| 15. November | Adam Franz von Hartig   | österreichischer Diplomat        | 59    |       |
| 16. November | Johann Josef Kittel     | böhmischer Arzt                  | 79    |       |
| 17. November | Johann Gottlieb Wiedner | deutscher Komponist und Organist |       |       |
| 20. November | Karl Friedrich Abt      | deutscher Intendant              |       |       |
| 22. November | John Hanson             | US-amerikanischer Politiker      | 68    |       |
| 28. November | Madame Gourdan          | französische Bordellbetreiberin  |       |       |

## Dezember
| Tag          | Name                                   | Beruf, bekannt als                                                                                                  | Alter | Beleg |
| ------------ | -------------------------------------- | --- | ----- | ----- |
| 2. Dezember  | Thomas Burke                           | US-amerikanischer Politiker und dritter Gouverneur von North Carolina                                               |       |       |
| 2. Dezember  | Friedrich Wilhelm von Lepel            | Rittergutsbesitzer                                                                                                  | 67    |       |
| 5. Dezember  | Detlev von Reventlow                   | schleswig-holsteinischer Ritter, dänischer Graf und Staatsmann und Kurator der Christian-Albrechts-Universität Kiel | 71    |       |
| 11. Dezember | Christian David Evers                  | Ratssekretär und Syndicus der Hansestadt Lübeck                                                                     | 59    |       |
| 13. Dezember | Pehr Wilhelm Wargentin                 | schwedischer Astronom                                                                                               | 66    |       |
| 15. Dezember | Ahmad ibn Said                         | Imam Omans (1749–1783)                                                                                              |       |       |
| 16. Dezember | Johann Adolph Hasse                    | deutscher Komponist des Barock                                                                                      |       |       |
| 19. Dezember | Johann Konrad Spangenberg              | deutscher Mathematiker, Philosoph, Hochschullehrer und Anhänger eines freimaurerischen Hochgradsystems              | 72    |       |
| 20. Dezember | Antonio Soler                          | spanischer Komponist                                                                                                |       |       |
| 22. Dezember | Johann Heinrich Böhm                   | deutscher, portugiesischer und brasilianischer Offizier                                                             | 75    |       |
| 23. Dezember | Georges Küttinger                      | französischer Orgel- und Klavierbauer                                                                               | ≈50   |       |
| 24. Dezember | Jacob Cornelis Mattheus Radermacher    | niederländischer Botaniker und Schriftsteller, Gründer der Bataviaasch Genootschap van Kunsten en Wetenschappen     |       |       |
| 24. Dezember | Victor Friedrich von Solms-Sonnenwalde | preußischer Diplomat und unter Friedrich II. preußischer Gesandter in Stockholm und Sankt Petersburg                | 53    |       |
| 27. Dezember | Karl Friedrich Paelike                 | deutscher Jurist und Hochschullehrer                                                                                | 47    |       |
| 28. Dezember | Anne Pierre d’Harcourt                 | französischer Adliger, Gouverneur der Normandie, Marschall von Frankreich                                           | 82    |       |
| 28. Dezember | Joseph von Siskovics                   | kaiserlicher Feldmarschall-Lieutenant und Kommandeur des Maria-Theresia-Ordens, 1756 Freiherr, 1775 Graf            | ≈64   |       |
| 31. Dezember | Gualtherus van Doeveren                | niederländischer Mediziner                                                                                          | 53    |       |

## Datum unbekannt
| Tag | Name                           | Beruf, bekannt als                                                                     | Alter | Beleg |
| --- | ------------------------------ | -------------------------------------------------------------------------------------- | ----- | ----- |
|     | Ignacio de Arteaga y Bazán     | Offizier der Armada Española                                                           |       |       |
|     | Charles Byrne                  | irischer großwüchsiger Mensch                                                          |       |       |
|     | Philippe Canot                 | französischer Zeichner und Maler                                                       |       |       |
|     | Pedro Messía de la Cerda       | Vizekönig von Neugranada                                                               |       |       |
|     | Cowkeeper                      | Seminolen-Häuptling                                                                    |       |       |
|     | Wilhelm Ferdinand von Dörnberg | preußischer Jurist und Beamter                                                         |       |       |
|     | Jakob Eberle                   | Bildhauer des böhmischen Spätbarock                                                    |       |       |
|     | Fjalla-Eyvindur                | isländischer Geächteter                                                                |       |       |
|     | Christoph Heinrich Korn        | schwäbischer Jurist, Lieutenant, Romancier und Verfasser zeitgeschichtlicher Schriften |       |       |
|     | Jacques-Philippe Le Bas        | französischer Kupferstecher                                                            |       |       |
|     | Henry Lloyd                    | walisischer Offizier in verschiedenen Armeen                                           |       |       |
|     | Stefan Gabriel Steinböck       | österreichischer Steinmetzmeister des Barock                                           |       |       |
|     | Alberto Tipa                   | italienischer Bildhauer und Krippenbauer                                               |       |       |
|     | John Walton                    | US-amerikanischer Politiker                                                            |       |       |
|     | Turbutt Wright                 | US-amerikanischer Politiker                                                            |       |       |